# Shorelle Hepkin
Shorelle Hepkin (* 28. Januar 1990 in Sheffield, England) ist eine britische Schauspielerin.
In der CBBC-Serie Wolfblood – Verwandlung bei Vollmond, die mit dem ZDF koproduziert wurde, spielt sie seit 2012 die Rolle der Kay. Dieses Engagement bedeutete für sie ihre erste Fernsehrolle.
In Sheffield besuchte sie die Schule und spielte in mehreren Musicals mit, darunter The Wiz – Das zauberhafte Land, Oliver!, Der kleine Horrorladen und Joseph and the Amazing Technicolor Dreamcoat. Hepkin studierte Schauspiel, Tanz und textiles Gestalten in ihrem Heimatort und in Leeds. 2011 beendete Hepkin ihr Studium dort mit einer Auszeichnung. Ihre Hobbys sind Tanzen, Singen und Backen.
Hepkin hat einen älteren Bruder.